# Brasiliansk vaxning

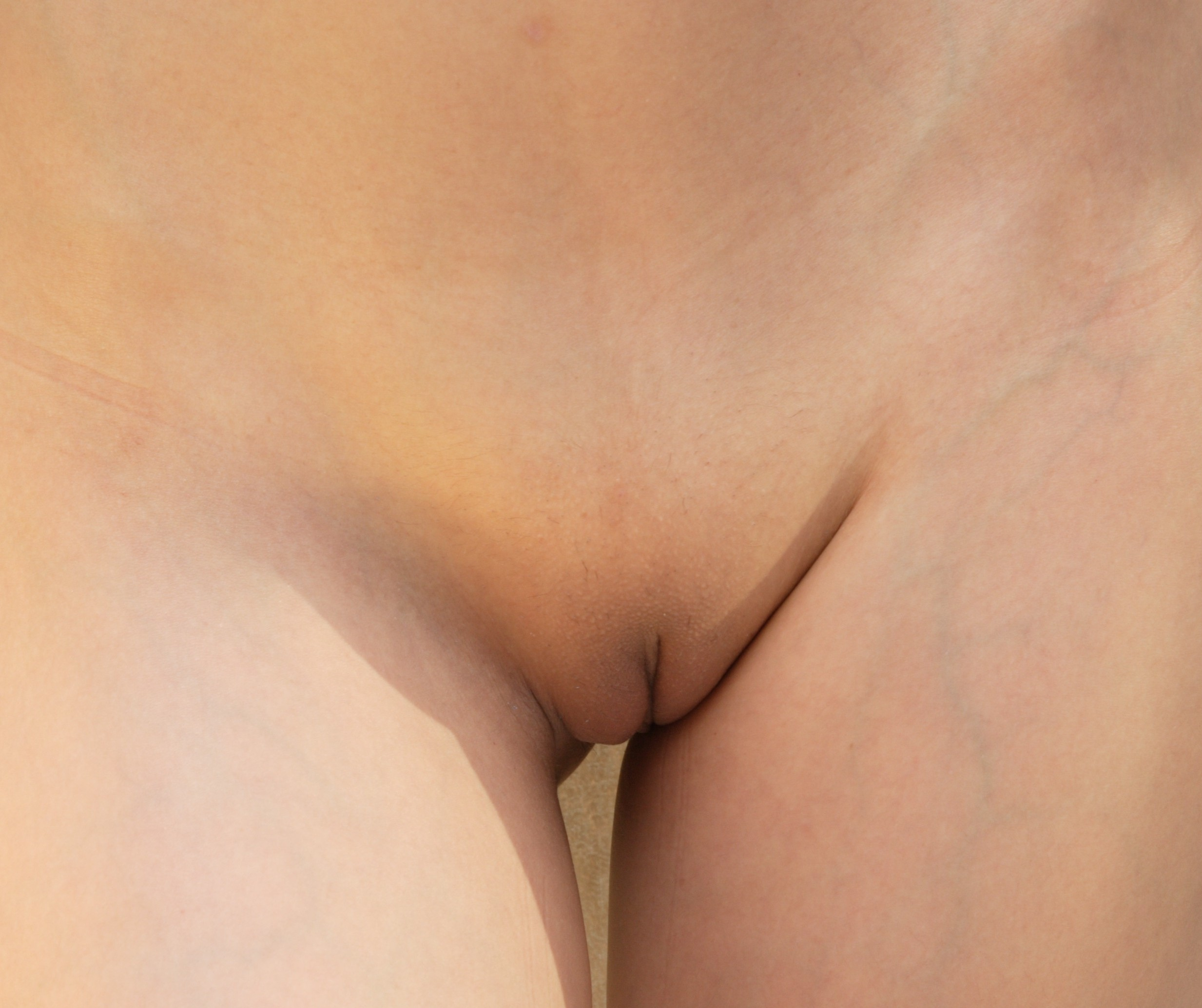
Resultatet av en brasiliansk vaxning.

Brasiliansk vaxning, även kallad intimvaxning är en skönhetsbehandling som innebär borttagning av allt könshår. Brasiliansk vaxning har traditionellt varit vanligare bland kvinnor, men manlig intimvaxning har blivit allt populärare på senare år. Brasiliansk vaxning kallas ofta för dess engelska översättning brazilian medan samma typ av vaxning på män ofta kallas för manzilian.
Intimvaxning utförs vanligen i två variationer. Traditionell brasiliansk vaxning innebär borttagning av nästan allt hår på hela intimområdet både fram- och baksidan med ett väl format litet område med hår på framsidan ovan könet. Den vanligaste varianten av intimvaxning där allt hår avlägsnas kallas för Hollywood.